# Gullringens gymnastik- och idrottsförening
Gullringens GoIF är en fotbollsförening som bildades 1933 och spelar i div III Nordöstra Götaland.
Samhället Gullringen med knappt 600 invånare har spelat förbundsseriefotboll sedan 1982.
Gullringens GoIF kvalade till div I (Superettan idag) 1986 mot IK Oddevold, blev stryk borta med 0-2 och började bra hemma och hämtade upp underläget med en ledning på 2-0. Hemmamatchen slutade 2-2 till slut. Publikrekordet lyder på 2 822 personer och är från kvalmatchen 1986. Under större delen av 90-talet spelade Gullringens GoIF i div II (dagens div I).